# 阿尔维蒂 (卡贝塞拉什-德巴什图)
阿尔维蒂是葡萄牙布拉加区的一个堂区。总面积7.97平方公里，总人口8022人，人口密度146.6人/平方公里。